# Sindangpanon
Sindangpanon is een bestuurslaag in het regentschap Purwakarta van de provincie West-Java, Indonesië. Sindangpanon telt 5297 inwoners (volkstelling 2010).